# Night of the Stormrider
„Night of the Stormrider“ е вторият студиен албум на американската метъл група Iced Earth. Това е концептуален албум за човек, който е предаден от религията и се отдръпва от нея с гняв. Тъмните сили на природата достигат до този разгневен човек и го използват като съд, за да донесат смърт и разрушение на Земята. Човекът е изкомандван да пътува до пустинята, където са му показани видения, че разбулва истината за човечеството, и се свива неговия ум още повече, за да стане „Stormrider“. След разрушението на света, той е осъден завинаги да бъде в дълбините на Ада, също споменати като реката Стикс. След като завинаги е затворен и тормозен от зли духове, човекът разбира какво е направил и осъзнава, че е твърде късно за разкаяние.
„Night of Stormrider“ е единствения албум с участието на вокалиста Джон Грийли (който по-късно е уволнен) и барабаниста Рик Секиари. Като своя предшественик-албум „Iced Earth“, „Night of the Stormrider“ е повече с траш звучене. Основната причина за това е, че албумът е необичайно базиран на рифове, когато се сравни с други реализации на Iced Earth, и на вокалите на Джон Грийли, които са леко по-агресивни от тези на Мат Бърлоу.

## Списък на песните
1. „Angels Holocaust“ – 4:53
2. „Stormrider“ – 4:47
3. „The Path I Choose“ – 5:54
4. „Before the Vision“ – 1:35
5. „Mystical End“ – 4:44
6. „Desert Rain“ – 6:56
7. „Pure Evil“ – 6:33
8. „Reaching the End“ – 1:11
9. „Travel in Stygian“ – 9:32

## Участници

### Iced Earth
- Джон Шафер – ритъм китара, беквокали
- Джон Грийли – вокали
- Рандал Шоувър – соло китара
- Дейв Абел – бас китара
- Рик Секиари – барабани

### Гост-музиканти
- Роджър Хъф — клавишни

|  | Тази страница частично или изцяло представлява превод на страницата Night of the Stormrider в Уикипедия на английски. Оригиналният текст, както и този превод, са защитени от Лиценза „Криейтив Комънс – Признание – Споделяне на споделеното“, а за съдържание, създадено преди юни 2009 година – от Лиценза за свободна документация на ГНУ. Прегледайте историята на редакциите на оригиналната страница, както и на преводната страница, за да видите списъка на съавторите. ВАЖНО: Този шаблон се отнася единствено до авторските права върху съдържанието на статията. Добавянето му не отменя изискването да се посочват конкретни източници на твърденията, които да бъдат благонадеждни. |